# Charles-Pierre Goupil
Charles-Pierre Goupil, né à Saint-Erblon (Ille-et-Vilaine) le 21 décembre 1828 et mort à Rennes le 18 décembre 1890, est un sculpteur français.
Son œuvre est entièrement consacrée à l'art religieux et comprend des chemins de croix, des statues, des autels… disséminés en Ille-et-Vilaine. Il réalise une statue de Notre-Dame de Pontmain, offerte au pape par le diocèse de Rennes, ainsi que la nouvelle statue de Notre Dame des Miracles et Vertus pour la basilique Saint-Sauveur de Rennes. Il est chevalier de l’Ordre de Saint-Grégoire-le-Grand,.

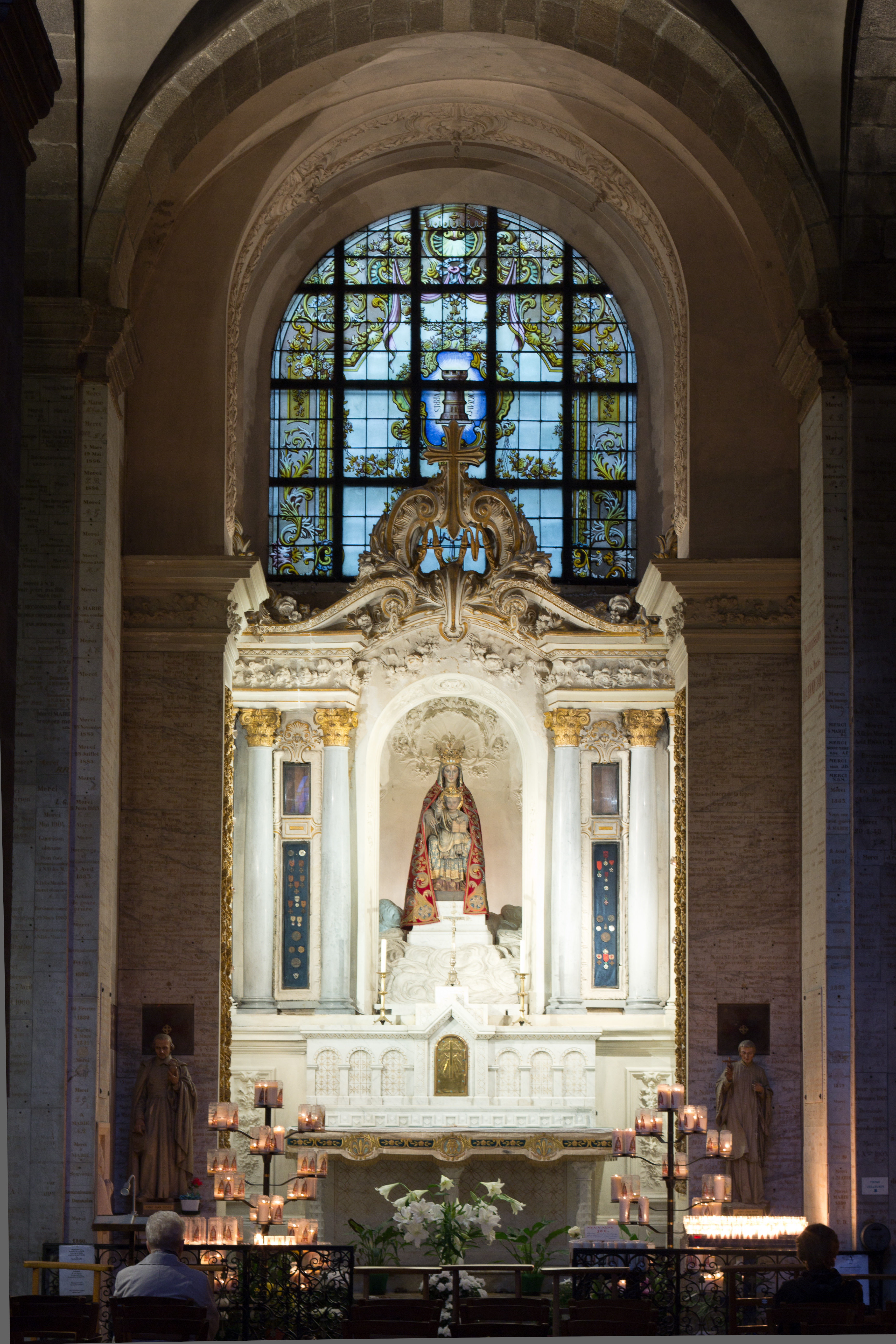
Statue de Notre-Dame des Miracles et Vertus de la basilique Saint-Sauveur de Rennes

## Distinctions
- Chevalier de l'ordre de Saint-Grégoire-le-Grand

## Œuvres
- Statue d'ange sculptée dans les années 1860, au cimetière ancien de Niort
- Demi-relief du tympan de l’église Saint-Jean, à Bains-sur-Oust (1884)[5]
- Chemin de croix, peintures murales, autels de la Vierge et de Sainte-Anne, maître-autel, statues de l’Éducation de la Vierge et du Sacré-Cœur, à l’église Saint-Martin de Betton (1875-1876)[6],[7],[8],[9],[10],[11],[12]
- Bas-relief représentant Saint-Pierre délivré de sa prison par un ange, à l’église de Langan (vers 1878)[13]
- Chemin de croix de l’église Saint-Pierre de Melesse (1890)[14]
- Statue d’ange gardien de l’église Saint-Martin de Tours à Nouvoitou (fin XIXe siècle, aujourd’hui détruite)[15]
- Chemin de croix de l’église Saint-Méen de Talensac (1882)[16]
- Chemin de croix de l’église Saint-Malo de Treffendel (1883)[17]
- Tombeau de Joseph Grégoire, place de la République à Cancale (1885)[18]
- Statue de Saint-Joseph à l’église Saint-Nicolas du Vivier Sur Mer (1872)[19]